# 28 апреля
28 апреля — 118-й день года (119-й в високосные годы) по григорианскому календарю.
До конца года остаётся 247 дней.
До 15 октября 1582 года — 28 апреля по юлианскому календарю, с 15 октября 1582 года — 28 апреля по григорианскому календарю.
В XX и XXI веках соответствует 15 апреля по юлианскому календарю.

## Праздники и памятные дни
См. также: Категория:Праздники 28 апреля

### Международные
- ООН (МОТ) — Всемирный день охраны труда (1989).

### Национальные
- Россия — День работника скорой медицинской помощи[2] (1898).
- Афганистан — День победы афганского народа в джихаде[3] (1992).

### Религиозные

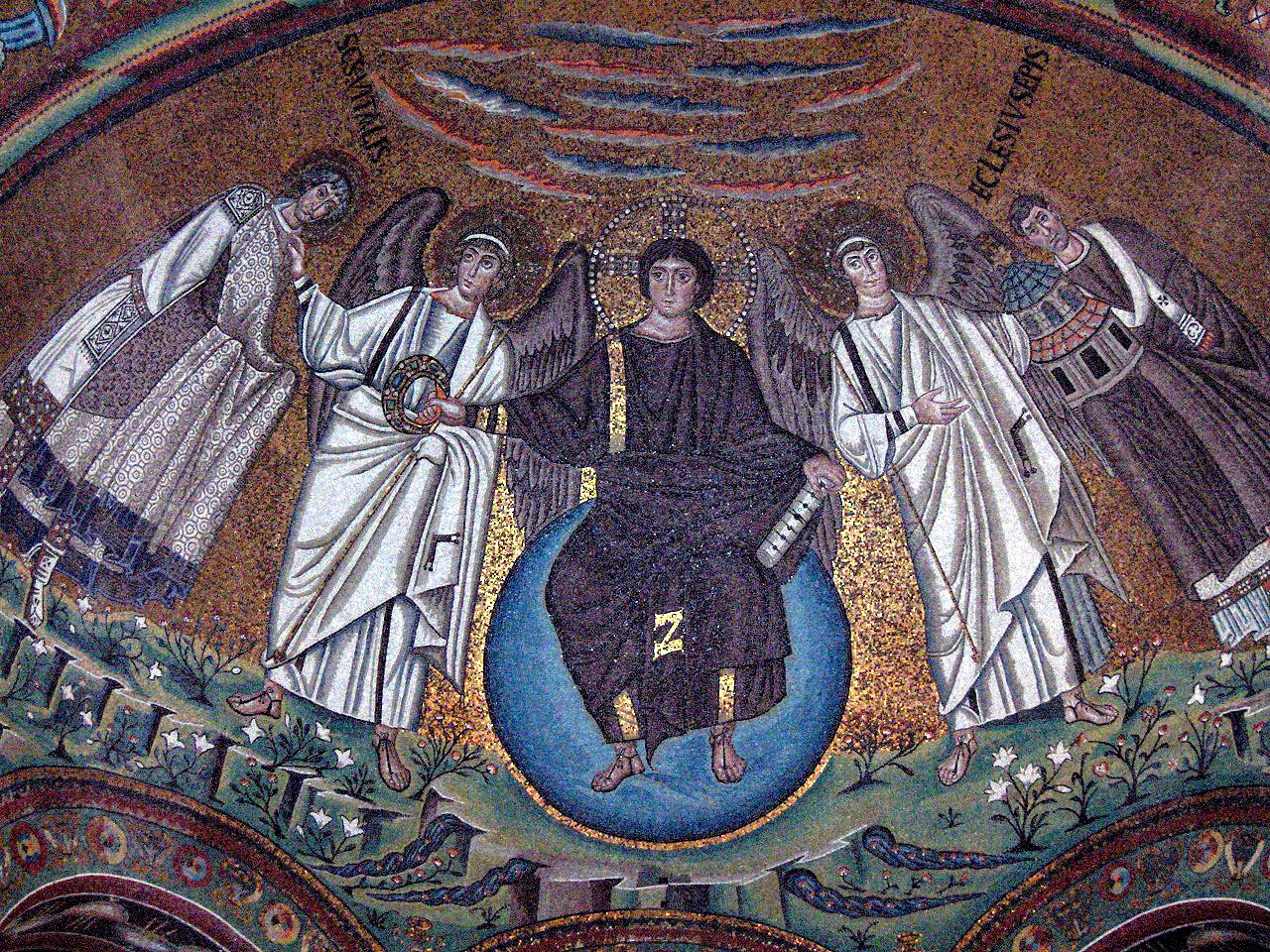
Христос вручает венец святому Виталию

#### Католицизм
- Память святого Людовика (1716).
- Память святого Пьера Шанеля (1841).
- Память мученика Виталия Миланского (I).
- Память мученицы Валерии Миланской (I—II).

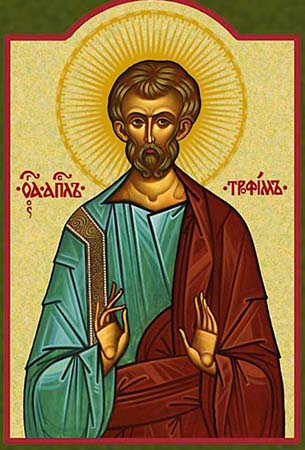
Апостол Трофим

#### Православие[4][5][6]
- Память апостолов от 70-ти Аристарха, Пуда и Трофима (ок. 67);
- Память мучениц Василиссы и Анастасии (ок. 68);
- Память мучеников Месукевийских — Сухия и дружины его: Андрея, Анастасия, Талале, Феодорита, Ивхириона, Иордана, Кондрата, Лукиана, Мимненоса, Нерангиоса, Полиевкта, Иакова, Фоки, Доментиана, Виктора, Зосимы (100—130) (Грузинская православная церковь);
- Память мученика Саввы Готфского (372)[7];
- Память священномученика Александра Гневушева, пресвитера (1930).

### Именины
- Православные: Анастасия, Андрей, Аристарх, Василиса, Виктор, Зосима, Кондрат, Лукьян, Мстислав, Савва, Трофим.
- Католические: Павел, Пётр.

## События
См. также: Категория:События 28 апреля

### До XIX века
- 224 — Ардашир I разгромил парфянское войско в битве при Хормоздгане[англ.], Артабан V погиб[8].
- 357 — Констанций II приехал в Рим, чтобы отпраздновать победу над Магном Магненцием[9].
- 1294 — Тэмура избрали каганом монголов, преемником Хубилая[10].
- 1503 — состоялась битва при Чериньоле, она считается первым в мире сражением, выигранным с помощью порохового стрелкового оружия.
- 1566 — по приказу Ивана Грозного начало строительства Вологодского кремля[11].
- 1599 — английский парламент утвердил общую молельную книгу для англиканской церкви.
- 1621 — украинские православные священники написали «Протестацию», в которой обосновывали правомерность восстановления православной иерархии[уточнить].
- 1686 — Исаак Ньютон представил Королевскому обществу первый том своего монументального труда «Математические начала натуральной философии».
- 1784 — изобретатели Б. Лонуа и Ж. Бьенвеню во Франции показали одну из первых самодвижущихся моделей вертолёта[12].
- 1788 — Мэриленд стал 7-м штатом США.
- 1789 — мятеж на «Баунти», после которого бунтовщики заселили остров Питкэрн.
- 1799 — взятие Милана русскими войсками.

### XIX век
- 1847 — следуя из Лондондерри в Квебек, потерпел кораблекрушение британский парусник «Exmouth». Погибли 248 человек.
- 1852 — арест И. С. Тургенева за статью о Н. В. Гоголе в «Московских ведомостях».
- 1879 — Учредительным собранием в г. Тырнове принята первая Конституция Болгарии.
- 1889 — в Одессе открыт памятник А. С. Пушкину[13].
- 1898 — начало выходить первое издание сочинений Максима Горького[14].

### XX век
- 1906 — начало работы Всемирной выставки в городе Милане, Италия.
- 1908 — основана Всемирная ассоциация эсперанто (UEA).
- 1910 — в ночь с 27 на 28 апреля Клод Грэхем-Уайт (Claude Grahame-White), пытаясь обойти Луи Полана, также принимавшего участие в гонке по маршруту Лондон — Манчестер с призовым фондом в 10 000 фунтов стерлингов, совершил первый в Великобритании зарегистрированный ночной полёт на аэроплане.
- 1920 — образование Азербайджанской ССР.
- 1923 — торжественное открытие в Лондоне стадиона «Уэмбли»[15].
- 1925
  - на экраны вышел первый фильм Сергея Эйзенштейна «Стачка».
  - в Советском Союзе ввели «прописку»[16].
- 1930 — впервые в истории США уровень эмиграции превысил показатели иммиграции. Это объяснялось экономическим кризисом и строгими ограничениями на въезд в страну[источник не указан 810 дней].
- 1937 — Совнарком СССР принял решение о 3-м пятилетнем плане.
- 1939
  - Адольф Гитлер заявил о денонсации польско-германского соглашения о ненападении (1934) и Англо-германского морского соглашения (1935).
  - Начался односуточный беспосадочный перелёт экипажа В. К. Коккинаки и М. X. Гордиенко из Москвы в США на дальность 8000 км со средней скоростью 348 км/ч.
- 1941 — Создание Независимого государства Хорватия.
- 1945
  - Части Красной армии начали штурм Рейхстага.
  - Американские войска без боя заняли Аугсбург.
  - Казнены итальянский диктатор Бенито Муссолини и его любовница Клара Петаччи.
- 1946 — на экраны вышел фильм Александра Птушко «Каменный цветок».
- 1947
  - Польские власти начали операцию «Висла» по выселению украинцев Лемковщины и Холмщины в Западную Польшу.
  - Тур Хейердал с пятью товарищами отправился в плавание на плоту Кон-Тики от западного побережья Южной Америки к Таити.
- 1952
  - Дуайт Эйзенхауэр покинул должность Главнокомандующего объединёнными силами НАТО в Европе, чтобы начать президентскую кампанию.
  - Вступил в силу Сан-Францисский мирный договор, подписанный в 1951 году.
- 1953 — арестован Василий Сталин.
- 1956 — Указом Президиума ВС СССР с депортированных народов снят режим спецпоселения.
- 1962 — Революционным советом Бирмы провозглашён «Бирманский путь к социализму».
- 1963 — вступил в строй аэровокзал «Внуково-2».
- 1967 — американский боксёр Кассиус Клей (будущий Мухаммед Али) лишён права участвовать в поединках в связи с его отказом служить в армии США.
- 1968 — в Нью-Йорке на Бродвее прошла премьера мюзикла «Волосы».
- 1969
  - Добровольная отставка Шарля де Голля с поста президента Франции.
  - На экраны вышла комедия Леонида Гайдая «Бриллиантовая рука».
- 1973
  - Альбом The Dark Side of the Moon групп Pink Floyd возглавил американский чарт Billboard, в котором оставался на протяжении 741 недели (более 14 лет).
  - Основан Омский государственный университет.
- 1978
  - Апрельская революция в Афганистане: убит президент и премьер-министр Мухаммед Дауд.
  - В Большом театре прошла премьера одноактного балета Евгения Светланова «Калина красная» по одноимённой киноповести Василия Шукшина.
- 1982 — Новосибирск награждён орденом Ленина.
- 1988
  - Михаил Горбачёв на встрече с патриархом Московским и всея Руси Пименом объявил о возвращении церкви культовых зданий.
  - Происшествие с Boeing 737 над Кахулуи: во время полёта на самолёте Boeing 737-200 вылетела часть потолка. Погибла бортпроводница. Пилоты смогли благополучно приземлиться в аэропорту Мауи на острове Кауаи.
- 1990 — в последний раз было присвоено звание Маршал Советского Союза: его был удостоен Дмитрий Язов.
- 1991 — в СССР прошло первое заседание масонской ложи («Северная звезда»).
- 1995 — в Улан-Удэ на конференции буддистских священнослужителей главой буддистов России (Хамбо Лама) избран Дамба Аюшеев.
- 1996 — массовое убийство в Порт-Артуре на австралийском острове Тасмания, 35 погибших.
- 1997 — в Пятигорске был совершён террористический акт.
- 2000 — Турция, Азербайджан и Грузия заключили договор о строительстве нефтепровода для транспортировки каспийской нефти в обход России.

### XXI век
- 2001 — полёт первого космического туриста — американца Денниса Тито.
- 2004 — телеканал Си-би-эс впервые показал сюжет о пытках заключённых в тюрьме Абу-Грейб
- 2016 — с космодрома Восточный был осуществлён первый пуск ракеты.

## Родились
См. также: Категория:Родившиеся 28 апреля

### До XIX века
- 1402 — Несауалькойотль (ум.1472), тлатоани государства племени акольхуа, ацтекский поэт, философ, архитектор.
- 1442 — Эдуард IV (ум.1483), король Англии (1461—1470 и 1471—1483).
- 1545 — Ли Сун Син (погиб в 1598), корейский флотоводец, создатель первых в мире броненосцев.
- 1573 — Шарль де Валуа (ум.1650), герцог Ангулемский, внебрачный сын короля Франции Карла IX.
- 1665 — Пьер Якопо Мартелло (ум.1727), итальянский драматург и поэт, автор трагедий, драм и комедий, подготовивший почву для итальянского Просвещения.
- 1673 — Клод Жилло (ум.1722), французский живописец и гравёр, сценограф, создатель театральных костюмов.
- 1729 — Марк Полторацкий (ум.1795), русский певец (баритон), хоровой дирижёр, солист петербургской Итальянской оперы.
- 1753 — Франц Карл Ашар (ум.1821), немецкий физик, химик и биолог, разработчик технологии производства сахара из сахарной свёклы.
- 1758 — Джеймс Монро (ум.1831), 5-й президент США (1817—1825).
- 1765 — Сильвестр Франсуа Лакруа (ум.1843), французский математик.
- 1795 — Чарльз Стёрт (ум.1869), английский путешественник и колониальный деятель, исследователь Австралии.

### XIX век
- 1838 — Тобиас Ассер (ум.1913), голландский юрист, лауреат Нобелевской премии мира (1911).
- 1846 — Оскар Баклунд (ум.1916), шведский и российский астроном, директор Пулковской обсерватории (1895—1916).
- 1848 — Людвиг Шитте (ум.1909), датский композитор и пианист.
- 1862 — Георгий Челпанов (ум.1936), русский философ, психолог и логик.
- 1863 — Николай фон Мекк (расстрелян в 1929), русский железнодорожный магнат, политический деятель.
- 1868
  - Эмиль Бернар (ум.1941), французский художник-постимпрессионист, теоретик символизма.
  - Георгий Вороной (ум.1908), математик, член-корреспондент Петербургской АН, профессор Варшавского университета.
- 1871 — Леонид Шервуд (ум.1954), скульптор, заслуженный деятель искусств РСФСР.
- 1874
  - Карл Краус (ум.1936), австрийский писатель, поэт-сатирик, критик, эссеист, фельетонист, публицист.
  - Александр Остужев (ум.1953), актёр Малого театра, народный артист СССР.
- 1876 — Никола Ромео (ум.1938), итальянский инженер и предприниматель, производитель автомобилей Alfa Romeo.
- 1883 — Владимир Каппель (ум.1920), российский военачальник, один из руководителей Белого движения в Сибири.
- 1889 — Антониу ди Салазар (ум.1970), премьер-министр Португалии (1932—1968), диктатор.
- 1891 — Борис Иофан (ум.1976), советский архитектор, один из ведущих представителей сталинской архитектуры.
- 1899 — Вениамин Зускин (расстрелян в 1952), артист еврейского театра, киноактёр, народный артист РСФСР.
- 1900
  - Генрих Мюллер (ум.1945), группенфюрер СС, начальник IV отдела РСХА (гестапо), нацистский военный преступник.
  - Морис Торез (ум.1964), деятель французского и международного коммунистического движения.

### XX век
- 1901 — Юрий Меркулов (ум. 1979), советский художник и режиссёр мультипликационного кино.
- 1902
  - Валентина Осеева (ум. 1969), советская детская писательница, лауреат Сталинской премии.
  - Юхан Борген (ум. 1979), норвежский писатель, драматург, журналист.
- 1906
  - Курт Гёдель (ум. 1978), австро-американский логик, математик и философ математики.
  - Николай Астров (ум. 1992), советский инженер, конструктор бронетанковой техники.
- 1907 — Зоя Воскресенская (ум. 1992), советская разведчица и детская писательница.
- 1908 — Оскар Шиндлер (ум. 1974), немецкий бизнесмен, спасший в годы войны почти 1200 евреев.
- 1916 — Ферруччо Ламборгини (ум.1993), итальянский автопромышленник, создатель элитных автомобилей спортивного класса.
- 1922 — Алистер Маклин (ум.1987), британский писатель, автор остросюжетных романов.
- 1924
  - Донатас Банионис (ум.2014), литовский актёр театра и кино, театральный режиссёр, народный артист СССР.
  - Кеннет Каунда (ум.2021), первый президент Замбии (1964—1991).
  - Гарольд Регистан (наст. фамилия Уреклян; ум.1999), советский и российский поэт-песенник, переводчик.
- 1926 — Харпер Ли (ум.2016), американская писательница, автор романа «Убить пересмешника».
- 1928
  - Иван Кизимов (ум. 2019), советский спортсмен-конник, двукратный олимпийский чемпион.
  - Ив Кляйн (ум. 1962), французский художник-новатор, перформер.
- 1929 — Вадим Медведев (ум.1988), актёр театра и кино, народный артист РСФСР.
- 1932 — Юрий Волынцев (ум.1999), актёр театра и кино, народный артист РСФСР.
- 1936
  - Тарик Азиз (ум.2015), иракский государственный и политический деятель.
  - Виктор Соснора (ум.2019), советский и российский поэт, прозаик и драматург.
- 1937
  - Саддам Хусейн (казнён в 2006), президент Ирака (1979—2003).
  - Дмитрий Плавинский (ум.2012), советский и российский художник и график, нонконформист.
- 1938 — Виктор Банников (ум.2001), советский и украинский футболист (вратарь), заслуженный мастер спорта СССР.
- 1939 — Евгений Адамов, советский и российский учёный, государственный деятель.
- 1940 — Валерий Маслов (ум.2017), спортсмен-универсал (хоккей с мячом и футбол), заслуженный мастер спорта СССР.
- 1941 — Энн-Маргрет (Энн-Маргрет Ульссон), американская актриса шведского происхождения, певица и танцовщица.
- 1948 — сэр Терри Пратчетт (ум.2015), английский писатель.
- 1949 — Александр Миндадзе, советский и российский кинорежиссёр и сценарист.
- 1951 — Виктор Дизендорф (ум. 2025), советский, российский и немецкий историк, переводчик и общественный деятель.
- 1952 — Мэри Макдоннелл, американская актриса театра, кино и телевидения.
- 1955 — Эдди Джобсон, британский клавишник и скрипач, участник рок-групп U.K., Jethro Tull, Roxy Music и др.
- 1956 — Нэнси Ли Гран, американская актриса кино и сериалов.
- 1957 
  - Антониу Соуза, португальский футболист.
  - Леопольд Эйартц, французский лётчик-испытатель, астронавт.
- 1960 — Вальтер Дзенга, итальянский футболист, вратарь, тренер.
- 1963 — Ллойд Айслер, канадский фигурист и тренер.
- 1964 — Л’Рен Скотт (покончила с собой в 2014), американская модель и дизайнер.
- 1969 — Ольга Слюсарева, российская велогонщица, олимпийская чемпионка (2004) и многократная чемпионка мира, мэр Тулы (с 2019).
- 1970
  - Никлас Лидстрём, шведский хоккеист, олимпийский чемпион (2006), чемпион мира (1991), 4-кратный обладатель Кубка Стэнли.
  - Диего Симеоне, аргентинский футболист и футбольный тренер.
  - Ричард Фромберг, австралийский теннисист.
- 1971 — Бриджит Мойнахан, американская модель и актриса.
- 1973 
  - Иан Мёрдок (погиб в 2015), основатель проекта Debian и коммерческого дистрибутива Progeny Debian.
  - Педру Паулета, португальский футболист, призёр чемпионата Европы (2004).
- 1974 
  - Марго Дыдек (ум.2011), польская баскетболистка, чемпионка Европы (1999).
  - Пенелопа Крус, испанская актриса и модель, обладательница премий «Оскар», BAFTA и др.
- 1975 — Михаэль Вальххофер, австрийский горнолыжник, чемпион мира.
- 1980 — сэр Брэдли Уиггинс, британский велогонщик, 5-кратный олимпийский чемпион, победитель Тур де Франс.
- 1981 — Джессика Альба, американская актриса кино, телевидения и озвучивания.
- 1986 — Давид Крейчи, чешский хоккеист, обладатель Кубка Стэнли (2011).
- 1988
  - Камила Вальехо, активистка студенческого и коммунистического движения в Чили.
  - Хуан Мата, испанский футболист, чемпион мира (2010) и Европы (2012).
- 1993 — Ева Самкова, чешская сноубордистка, олимпийская чемпионка (2014) и чемпионка мира (2019) в сноуборд-кроссе.
- 1995
  - Кевин Ланкинен, финский хоккеист, чемпион мира (2019).
  - Мелани Мартинес, американская певица и автор песен.
- 2000 — Виктория Де Анджелис, итальянская бас-гитаристка, участница итальянской рок-группы Måneskin.

## Скончались
См. также: Категория:Умершие 28 апреля

### До XX века
- 1813 — Михаил Илларионович Кутузов (р.1745), российский полководец, генерал-фельдмаршал, дипломат.
- 1819 — Александр Баранов (р.1746), русский купец, коллежский советник, первый Главный правитель русских поселений в Северной Америке (1790—1818).
- 1832 — Фридрих Готтлоб Хайне (р.1763), немецкий ботаник, фармацевт и философ.
- 1853 — Людвиг Тик (р.1773), немецкий поэт, писатель, переводчик и драматург.
- 1858 — Иоганнес Петер Мюллер (р.1801), немецкий естествоиспытатель, биолог, анатом и физиолог.
- 1860 — Исаак да Коста (р.1798), нидерландский богослов, писатель и поэт.
- 1876 — Томас Эйрд (р.1802), шотландский поэт, публицист.
- 1900 — Франциск Бенедикт Богушевич (р.1840), белорусский и польский поэт, один из основоположников белорусской литературы.

### XX век
- 1905 — Фицхью Ли (р.1835), командующий кавалерией армии Конфедерации в годы Гражданской войны в США, генерал-майор.
- 1910 — Эдуард ван Бенеден (р.1846), бельгийский зоолог, цитолог и педагог.
- 1918
  - Дмитрий Стасов (р.1828), крупный юрист, адвокат, один из первых в России присяжных поверенных.
  - Гаврило Принцип (р.1894), сербский националист, чьё преступление стало поводом к началу Первой мировой войны.
- 1920 — Климент Тимирязев (р.1843), русский ботаник-физиолог, естествоиспытатель.
- 1927 — повешен Ли Дачжао (р.1888), один из основателей Коммунистической партии Китая.
- 1936 — Ахмед Фуад I (р.1868), первый король Египта и Судана (1922—1936).
- 1945
  - расстрелян Бенито Муссолини (р.1883), премьер-министр и дуче (диктатор) фашистской Италии (1922—1943).
  - погиб Александр Орлов (р.1900), советский военачальник, инженер-вице-адмирал.
  - расстреляна Клара Петаччи (р.1912), итальянская аристократка, любовница Бенито Муссолини.
  - погиб Курт Книспель (р.1921), самый результативный немецкий танкист-ас Второй мировой войны.
- 1950 — Гуго Ялава (р.1874), финский и российский революционер, машинист паровоза, в октябре 1917 г. нелегально доставивший В. И. Ленина в Петроград.
- 1960 — Антон Паннекук (р.1873), нидерландский астроном и теоретик марксизма.
- 1973
  - Жак Маритен (р.1882), французский философ, теолог, представитель неотомизма.
  - Клас Тунберг (р.1893), норвежский конькобежец, многократный чемпион мира и Европы, 5-кратный олимпийский чемпион.
- 1976 — Ричард Хьюз (р.1900), английский романист, поэт, драматург.
- 1978 — Роман Кармен (наст. фамилия Корнман; р.1906), кинорежиссёр-документалист, фронтовой кинооператор, народный артист СССР.
- 1981 — Григорий Шпигель (р.1914), актёр театра, кино и озвучивания, заслуженный артист РСФСР.
- 1989 — Эса Пакаринен (р.1911), финский актёр, юморист, певец, гармонист, композитор.
- 1992
  - Андрей Баланчивадзе (р.1906), грузинский композитор, педагог, народный артист СССР.
  - Фрэнсис Бэкон (р.1909), английский художник-экспрессионист.
- 1993 — Валентина Гризодубова (р.1909), советская лётчица, участница одного из рекордных перелётов, первая женщина — Герой Советского Союза (1938).
- 1994 — Олег Борисов (р.1929), актёр театра и кино, мастер художественного слова, народный артист СССР.
- 1999 — Артур Шавлов (р.1921), американский физик, лауреат Нобелевской премии (1981).
- 2000 — Овидий Горчаков (р.1924), советский разведчик, писатель, сценарист.

### XXI век
- 2002 — в авиакатастрофе погиб Александр Лебедь (р.1950), советский и российский военачальник, генерал-лейтенант, губернатор Красноярского края (1998—2002).
- 2009 — Екатерина Максимова (р.1939), балерина, актриса, хореограф, педагог, народная артистка СССР.
- 2012 — Матилде Камю (р.1919), испанская поэтесса.
- 2014 — Владилен Финогеев (р.1928), российский учёный в области систем управления ракет, академик.
- 2015 — Батырхан Шукенов (р.1962), советский, казахстанский и российский эстрадный певец, музыкант и композитор, основатель и первый солист группы «А'Студио».
- 2019 — Генрих Новожилов (р.1925), советский и российский авиаконструктор, академик, создатель проекта тяжёлого военно-транспортного самолёта Ил-76.
- 2021 — Эль Риситас (р.1956), испанский комик и актёр. Приобрёл широкую популярность в 2015 году благодаря серии пародий на основе его интервью в июне 2002 года на испанском телешоу.
- 2024
  - Георгий Мондзолевский (р. 1934), советский и украинский волейболист, двукратный олимпийский чемпион (1964, 1968), двукратный чемпион мира (1960, 1962). Заслуженный мастер спорта СССР (1960).
  - Пётр Толочко (р. 1938),  советский и украинский историк, археолог, профессор (1988), академик НАН Украины.
  - Андрей Тропилло (р. 1951), советский и российский звукорежиссёр, музыкальный издатель («АнТроп»), музыкальный продюсер, рок-музыкант.
- 2025
  - Виктор Дизендорф (р. 1951), советский, российский и немецкий историк, переводчик и общественный деятель.
  - Майк Питерс (р. 1959), британский (валлийский) рок-музыкант.

## Приметы
Пуд
На Святого Пуда доставай пчёл из-под спуда. Выставляют пчёл из омшаников для облёта.